# Auguste-François Thiry
Pour les articles homonymes, voir Albert.
Auguste-François Thiry, dit Albert (Givet, 13 octobre 1803 - Versailles, 10 août 1865,), est un acteur de théâtre et auteur dramatique français. 

## Biographie
Arrivé à Paris très jeune, il est protégé par Claude-Charles Cartigny et Frédéric Soulié. Il débute comme acteur dans Les Comédiens de Casimir Delavigne, le 26 juillet 1830 au Théâtre de l'Odéon en 1830 sous le nom d'Albert puis joua en 1831 dans La Tireuse de cartes, d'Éléonore Tenaille de Vaulabelle, au théâtre Molière. Il devient ensuite pensionnaire à la Comédie-Française (1831-1834). Il s'engage aussi avec le Théâtre de l'Ambigu-Comique (1833-1844) puis au Théâtre de la Porte-Saint-Martin (1844-1846) avant de travailler pour le Théâtre de la Gaîté (1847). Il joue dans Abeilard ; dans La réputation d'une femme, de Tyrtée Tastet ; crée le rôle d'Atar-Gull dans Atar-Gull en avril 1832, puis joue le rôle de Cinq-Mars à partir du 12 octobre 1833 dans le drame de Pierre Merville et Pierre Tournemine, Louis XIII ou La conspiration de Cinq-Mars ; joue Auguste dans L'Ouvrier (Frédéric Soulié) ; joue dans Madeleine ; dans Don Juan de Marana (1836) ; dans L’Élève de St-Cyr - pièce dans laquelle « il prend à lui tout seul la ville de Tarragone » dit plaisamment Théophile Gautier (février 1838) ; dans Gaspard Hauser d'Anicet-Bourgeois et Adolphe d'Ennery (Ambigu-Comique, 4 juin 1838). Le 27 avril 1839, à l'Ambigu, il crée le rôle d'Arthur de Marsay dans le Naufrage de la Méduse de Charles Desnoyer et joue, toujours dans le même théâtre, dans Fabio le Novice : Théophile Gautier le baptise alors le « Dieu de l'Ambigu ». Il réapparaît encore dans le rôle de Rennepont du Juif-Errant, drame en 5 actes et 13 tableaux, par Adolphe d'Ennery, d'après le roman d'Eugène Sue.
Régisseur du théâtre du Cirque (1850), puis régisseur général de l'Odéon (1852 ou 1853), il devient directeur de la scène à l'Ambigu-Comique, au mois de mars 1858. 
Albert fait partie du Comité provisoire de la Société des artistes dramatiques créée le 16 mars 1840 « pour la création d'une caisse de fonds dans l'intérêt des artistes faisant partie de cette association » dirigée par le baron Isidore Taylor. Le 7 juin 1865, la Société des Artistes lui accorda 200 francs de pension.
Ses pièces ont été représentées sur les plus grandes scènes parisiennes du XIXe siècle : Théâtre du Châtelet, Théâtre de l'Ambigu-Comique, Théâtre des Folies-Dramatiques , etc.

## Œuvres
- Juliette, drame en 3 actes et 6 tableaux, avec Alphonse Brot et Fabrice Labrousse, 1834
- Prêtez-moi cinq francs, drame en 3 actes, avec Labrousse, 1834
- Fleurette, ou le Premier amour de Henri IV, drame en 3 actes, avec Labrousse, 1835
- Toniotto, ou le Retour de Sibérie, drame en 4 actes, avec Labrousse, 1835
- Le Corsaire noir, drame en 4 actes, avec Labrousse, 1837
- Le Chevalier du Temple, drame en 5 actes, avec Labrousse, 1838
- La Nuit du meurtre, drame en 5 actes, avec Labrousse, 1839
- Le Mari de la Reine, vaudeville en 1 acte, avec Clairville, 1840
- Madeleine, drame en cinq actes, avec Anicet Bourgeois, 1843
- Le Porteur d'eau, vaudeville en 2 époques, avec Adolphe d'Ennery, 1845
- L'Orpheline de Waterloo, drame en 3 actes, avec Benjamin Gastineau, 1847
- Notice biographique sur Alexis Singier, 1848
- Notre-Dame des Anges, drame en 5 actes et 7 tableaux, avec Bourgeois, 1848
- Bonaparte ou les premières pages d'une grande histoire, pièce militaire en 20 tableaux, avec Labrousse, 1850
- Entre l'enclume et le marteau, comédie-vaudeville en 1 acte, avec Antony Béraud, 1850
- La Prise de Caprée ou les Français à Naples, drame militaire en 3 actes et 12 tableaux, avec Labrousse, 1852
- Pougatscheff, épisode de l'histoire de Russie, mélodrame en 3 actes et 14 tableaux, avec Labrousse, 1853
- Le Consulat et l'Empire, pièce militaire en 4 actes et 22 tableaux (de 1799 à 1806), avec Fabrice Labrousse, 1853
- L'Armée d'Orient, drame militaire en trois actes et 20 tableaux, avec Théodore de Lustières, 1854
- Le Drapeau d'honneur, ou les Français à Lahore, pièce militaire en 5 actes et 21 tableaux, avec Théodore de Lustières, 1855
- Projet du règlement intérieur de l'association des artistes dramatiques, avec Eugène Pierron, 1855